# 그라탱
그라탱(프랑스어: gratin)은 프랑스의 도피네 지방이 발상지인 지역 요리에서 발달한 요리이다. 그라탱 또는 그라탕은 구이 접시에 닭고기, 육류, 해물류, 달걀, 채소, 마카로니와 같은 면류 등을 섞고 소스와 함께 담아 치즈와 빵가루를 뿌리고 버터를 넣어 겉면이 노릇해질 때까지 오븐에 구워내는 프랑스의 대표적인  요리다.

## 같이 보기
- 에스카르고